# Локалитет Шљункара
Локалитет Шљункара је археолошко налазиште које се налази на западном прилазу Белој Цркви, са десне стране регионалног пута Ковин—Бела Црква.
Налазиште чини доминантно узвишење у облику тела пречника 260 метара. Приликом рекогносцирања 1969—1970. године на површини налазишта уочени су уломци посуда који су опредељени у 3. и 4. век и који припадају Сарматима, те је на основу тога претпостављено да је реч о сарматском насељу и некрополи. Приликом истраживања 2003. године уочен је танак културни слој са уломцима посуда из периода старијег гвозденог доба. Карактеристика налазишта је хоризонтална стратиграфија. Целокупна површина налазишта је под пољопривредним културама, углавном воћњацима.